# Van Morrison
George Ivan Morrison (Belfast, Irlanda del Nord, 31 d'agost del 1945), conegut com a "Van" o com "el lleó de Belfast", és un cantant i compositor extraordinàriament prolífic que combina una veu molt personal amb el domini de diversos instruments com ara l'harmònica, la guitarra, el saxòfon i el piano.
La seva influència sobre diversos músics ha estat notòria. La seva música és difícil de catalogar, té influències, del jazz, soul, rhythm & blues, folk, rock, country. En la seva llarguíssima discografia, uns discs tenen major inclinació cap a un estil o un altre. Però es podria dir que Van Morrison té el seu propi estil.

## Discografia
- Blowin' Your Mind (1967)
- Astral Weeks (1968)
- Moondance (1970)
- His Band and the Street Choir (1970)
- Tupelo Honey (1971)
- Saint Dominic's Preview (1972)
- Hard Nose the Highway (1973)
- It's Too Late to Stop Now (1974)
- Veedon Fleece (1974)
- A Period of Transition (1977)
- Wavelength (1978)
- Into the Music (1979)
- Common One (1980)
- Beautiful Vision (1982)
- Inarticulate Speech of the Heart (1983)
- Live at the Grand Opera House Belfast (1984)
- A Sense of Wonder (1985)
- No Guru, No Method, No Teacher (1986)
- Poetic Champions Compose (1987)
- Irish Heartbeat (1988)
- Avalon Sunset (1989)
- The Best of Van Morrison (1990)
- Enlightenment (1990)
- Hymns to the Silence (1991)
- The Best of Van Morrison Volume Two (1993)
- Too Long in Exile (1993)
- A Night in San Francisco (1994)
- Days Like This (1995)
- How Long Has This Been Going On (1996)
- Tell Me Something: The Songs of Mose Allison (1996)
- The Healing Game (1997)
- The Philosopher's Stone (1998)
- Back on Top (1999)
- The Skiffle Sessions - Live In Belfast 1998 (2000; amb Lonnie Donegan)
- You Win Again (2000)
- Down the Road (2002)
- What's Wrong with this Picture? (2003)
- Magic Time (2005)
- Pay the Devil (2006)
- Live at Austin City Limits Festival (2006)
- Van Morrison At The Movies (2007)
- The Best of Van Morrison Volume 3 (2007)
- Still on Top - The Greatest Hits (2007)
- Keep It Simple (2008)
- Astral Weeks Live at the Hollywood Bowl (2009)
- Born to Sing: No Plan B (2012)
- Duets: Re-working the Catalogue (2015)
- Keep Me Singing (2016)
- Roll with the Punches (2017)
- Versatile (2017)
- You're Driving Me Crazy (2018)
- The Prophet Speaks (20018)
- Three Chords & the Truth (20019)
- Latest Record Project, Volume 1 (2021)
- What's It Gonna Take? (2022)